# Bethany Lutheran Church (Oilmont)

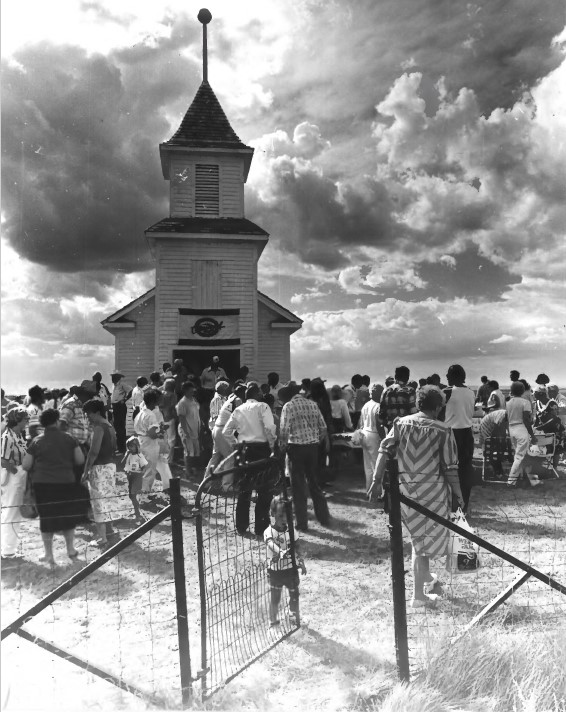
Bethany Lutheran Church

Die Bethany Lutheran Church ist ein evangelisch-lutherisches Kirchengebäude, welches sich freistehend auf der Prärie nahe der Ortschaft Oilmont (Toole County) im US-Bundesstaat Montana befindet. Es wurde in das US National Register of Historic Places aufgenommen.

## Geschichte
Um 1910 gelangten norwegische Immigranten durch den Ausbau der Great Northern Railway auf die abgelegenen Plains Montanas und brachten ihren lutherischen Glauben mit. Zunächst wurden die Gläubigen in der Region um Oilmont auf den verstreut liegenden Farmen durch einen berittenen Wanderprediger versorgt, doch schon im Jahr 1912 konnte unter Pfarrer H. E. Haugland die lutherische Bethany Kirchengemeinde gegründet werden. Gottesdienste fanden zunächst in Privathäusern und Schulen statt. 1916 wurde der Gemeinde Land zum Bau einer Kirche und zur Errichtung eines eigenen Friedhofes geschenkt. Der Eintritt der USA in den Ersten Weltkrieg verzögerte den Bau der Kirche; nach dem Ausbruch der Spanischen Grippe 1918 wurde jedoch schon das erste Gemeindeglied auf dem neuen Friedhof bestattet. Das Kirchengebäude konnte schließlich am 12. September 1926 geweiht werden. Die kleine Kirchengemeinde schloss sich 1950 mit der lutherischen Gemeinde von St. Luke’s in Shelby zusammen. Die Gemeinde gehört zur Evangelisch-Lutherischen Kirche in Amerika. Am 14. Dezember 1993 wurde die Kirche in das US National Register of Historic Places unter der Nummer 93001375 eingetragen.